# Gare de Châtillon-sur-Loire
Pour les articles homonymes, voir Gare de Châtillon.
La gare de Châtillon-sur-Loire est une gare ferroviaire française de la ligne de Moret - Veneux-les-Sablons à Lyon-Perrache. Elle est située à l'est de la commune de Châtillon-sur-Loire, sur le territoire de la commune de Briare, dans le département du Loiret.
Ouverte en 1861 par la Compagnie des chemins de fer de Paris à Lyon et à la Méditerranée (PLM), elle est fermée au service des voyageurs par la Société nationale des chemins de fer français (SNCF), en 1995, tout en restant une gare ouverte au service des marchandises.

## Situation ferroviaire
Établie à 157 mètres d'altitude, la gare, fermée aux voyageurs, de Châtillon-sur-Loire est située au point kilométrique (PK) 169,345 de la ligne de Moret - Veneux-les-Sablons à Lyon-Perrache, entre les gares ouvertes au service des voyageurs de Briare et de Cosne-sur-Loire, s'intercalent les gares fermées de Bonny et de Neuvy-sur-Loire, ainsi que la gare ouverte uniquement aux marchandises de Myennes,.

## Histoire

### Gare PLM (1861-1937)
La « gare de Châtillon » est mise en service le 21 septembre 1861 par la Compagnie des chemins de fer de Paris à Lyon et à la Méditerranée (PLM), lorsqu'elle ouvre à l'exploitation les 51 km de la deuxième partie de la première section de sa ligne Paris-Lyon par le Bourdonnais.
Lors de la Guerre franco-allemande de 1870 la gare est occupée par les « prussiens » puis elle est le lieu d'un combat qui va permettre de la libérer : « Le 31 décembre 1870, la colonne de gauche de la division de la Nièvree, commandée par le général du Temple, après un combat de deux à cinq heures à la gare de Châtillon-sur-Loire, a délogé à la baïonette les Prussiens de leurs positions ». Le bilan est de : 500 hommes hors de combat côté prussien et 50 hommes hors de combat chez les français.
En 1886, le service des dépêches, jusqu'alors effectué à pied jusqu'au bureau du service postal est remplacé par un service en voiture. En 1887, le Conseil général exprime un vœu ayant pour objet d'obtenir l'arrêt d'un express en gare, le comité consultatif des chemins de fer  constate que la gare a en 1885 eu en moyenne seulement six voyageurs au départ par jour, ce qui ne permet pas un avis favorable.

La gare au début des années 1900
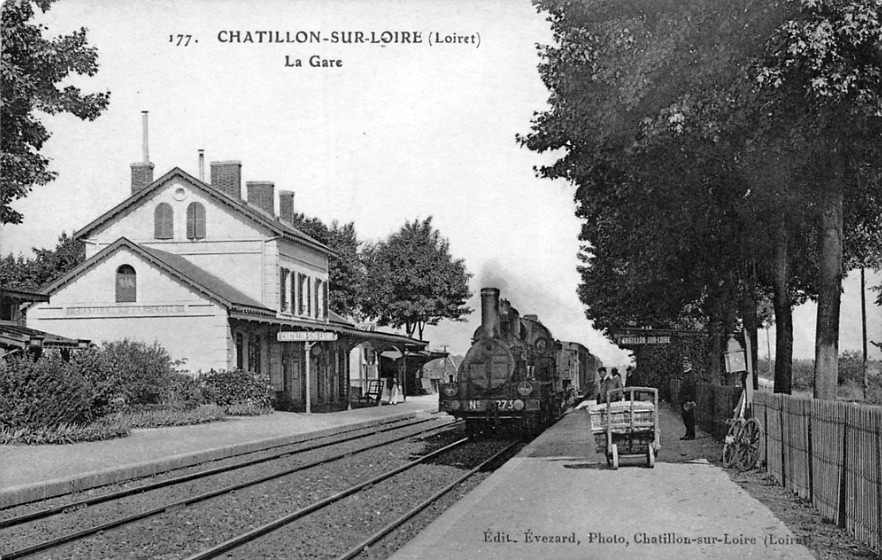
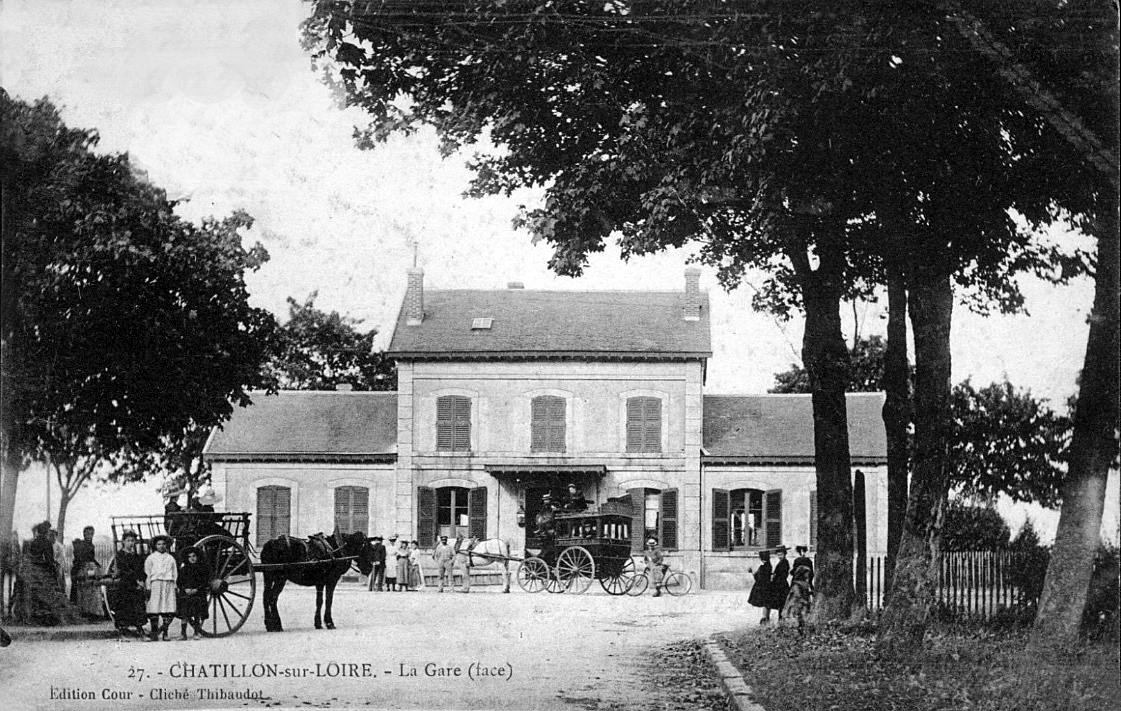
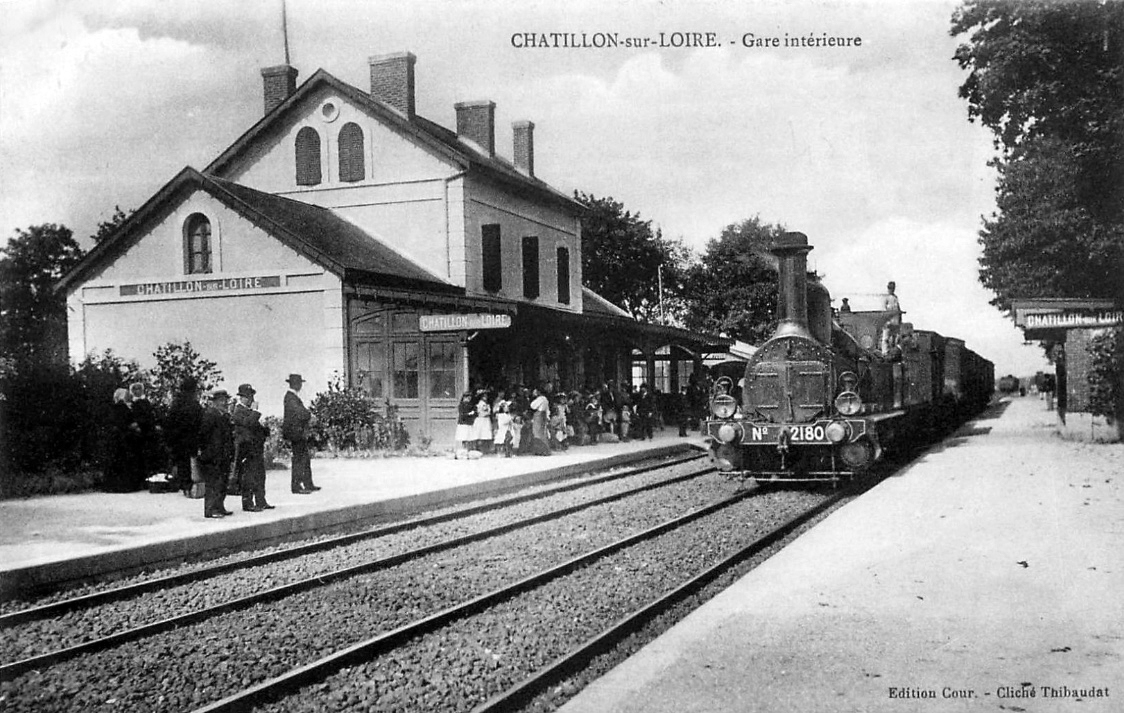

En 1911, la gare, nommée « Châtillon-sur-Loire », figure dans la « Nomenclature des gares stations et haltes du PLM ». C'est une gare de passage de la ligne de Moret-les-Sablons à Nîmes, située entre la gare de Briare et la gare de Bonny. Elle est ouverte au service complet de la grande vitesse et à celui de la petite vitesse.
En 1932, c'est le conseil municipal de Châtillon-sur-Loire qui demande qu'il y ait un arrêt de train express supplémentaire le contrôle indique qu'il n'en est pas question du fait du peu de fréquentation voyageurs de la gare qui a un transit de la moitié par rapport aux gares de Bonny ou de Briare. Cet avis est de nouveau répété l'année suivante.

### Gare SNCF (depuis 1938)
Lors de la préparation de l'électrification de la ligne, au début des années 1980, les « anciennes communications entre voies principales » sont supprimées et remplacées par « des appareils de voie à entrée directe pour VUT (voie unique temporaire) » et le faisseau de voie de service n'est pas électrifié, un locotracteur est prévu pour les mouvements des wagons. Par contre l'embranchement de l'entreprise Casval est électrifié. En 1985, la gare, ouverte aux services des voyageurs et des marchandises, délivre annuellement 1 828 billets ainsi que 94 abonnements et son trafic de marchandises, principalement des céréales, représente un total de 45 734 tonnes à la réception et de 26 122 tonnes à l'expédition.
La fermeture du service des voyageurs, par la SNCF, a lieu en 1995.

## Service des Marchandises
En gare, une Installation terminales embranchée (ITE) dessert la coopérative Axéréal de Châtillon-sur-Loire. Cette installation est gérée par la gare de Briare.

## Patrimoine ferroviaire
Fermé au service des voyageurs, le batiment voyageurs d'origine est toujours présent sur le site en 2021. Sur le lieu-dit de la gare l'ancien Café-Hôtel de la gare est également présent et en service sous le nom de Relais de Chatillon.  

Gare et Café-Hôtel
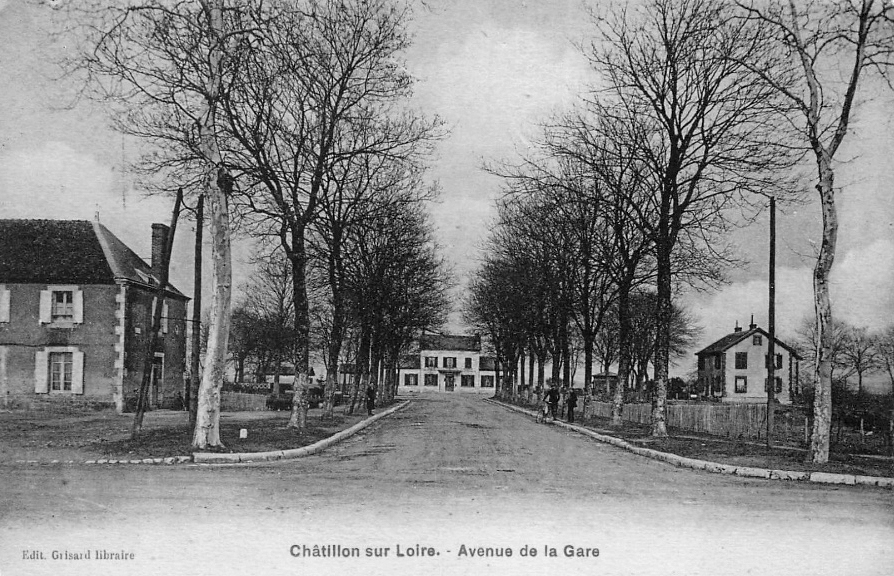
Les trois bâtiments sont toujours présents en 2018[19].
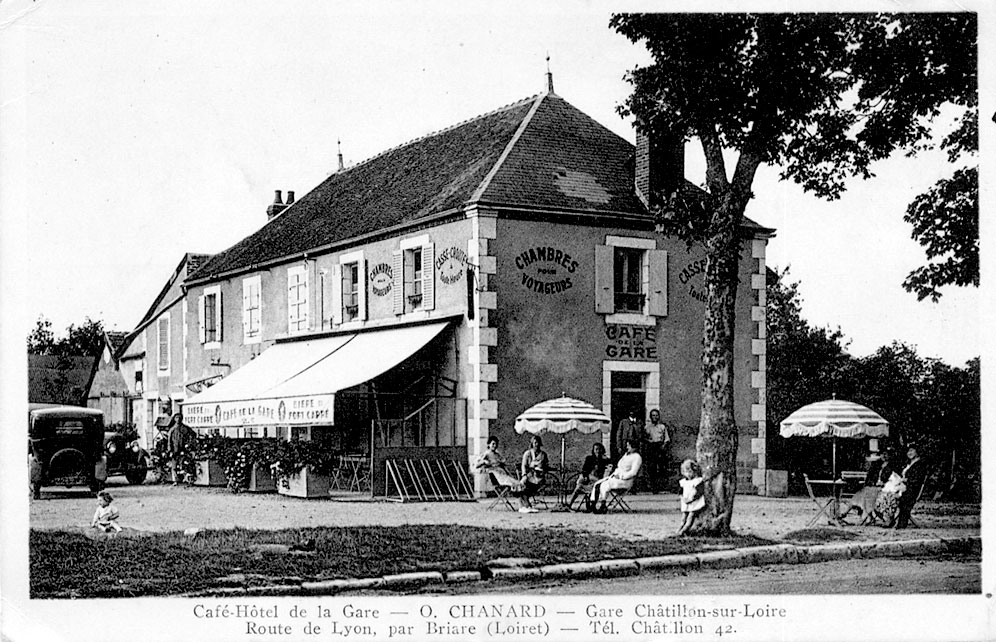
Café-Hôtel vers 1930.
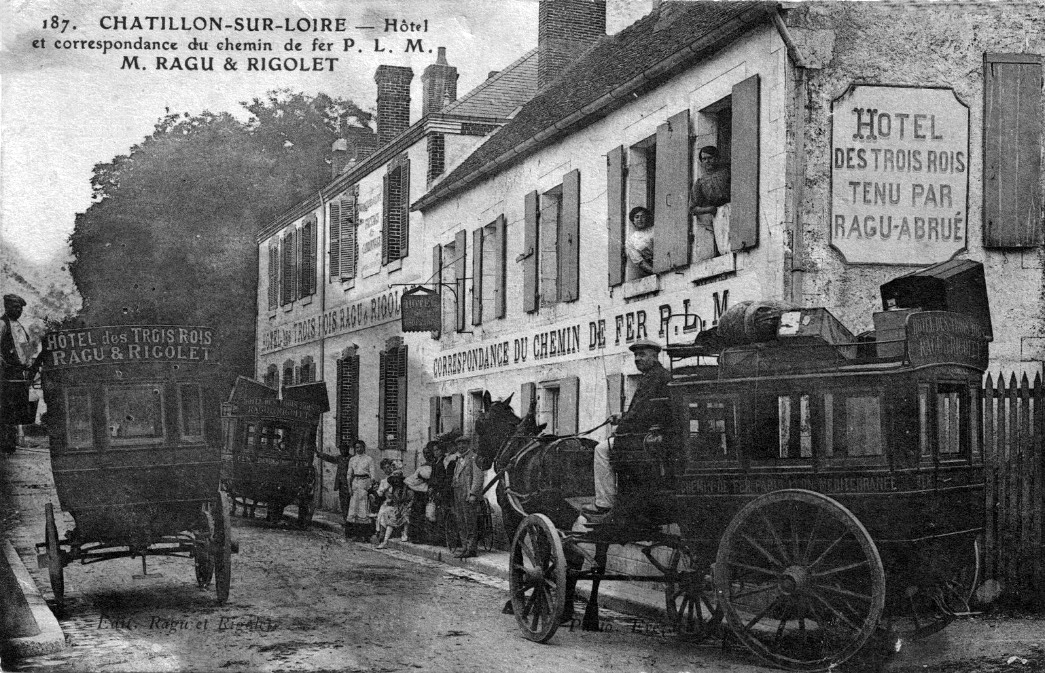
Hôtel et correspondances au bourg vers 1900.